# Ruth Roman
Ruth Roman (Lynn, Massachusetts, 22 de diciembre de 1922-Laguna Beach, 9 de septiembre de 1999) fue una actriz estadounidense de cine y televisión. Saltó a la fama tras su actuación en la película Champion (1949), en la que compartió protagonismo con Kirk Douglas.

## Biografía
Roman fue la hija menor de una familia de inmigrantes lituanos, tenía dos hermanas, Ann y Eve. Su padre, Anthony Roman, que regentaba una feria de su propiedad en Revere, murió cuando Ruth tenía ocho años. Su madre, que era bailarina, vendió entonces el negocio. 
Roman abandonó la educación secundaria en su segundo año y ganó una beca para estudiar en la Escuela Dramática Bishop Lee. Durante sus años allí, trabajó como acomodadora en un cine. Posteriormente, se mudó a Broadway con $200 que tenía ahorrados, para probar suerte allí. Vivió en una pensión donde cohabitaba con otras siete aspirantes a actriz. Por ello, se conocía el lugar como la "casa de las siete Garbo".
Su primer papel en el cine llegó en 1942 con la película Tres días de amor y fe, de Frank Borzage, en la que Roman tuvo un pequeño papel de marinera. El director de casting de aquella película declaró más tarde que eligió a Ruth Roman de entre todas las candidatas porque le pareció una chica que «llegaría puntual por las mañanas y con las líneas aprendidas».
Después de esto, tuvo varios papeles fugaces en numerosas películas, como por ejemplo Gilda en 1946. Su primer papel importante llegó en 1948 en el western La hija de Belle Starr, de Lesley Selander, vengando la muerte de su madre. Este fue el tipo de papel que mejor la definió como actriz; una mujer de firme voluntad. Su salto a la primera línea del mundo del cine se produjo cuando, en 1949, fue seleccionada por Stanley Kramer para trabajar junto con Kirk Douglas en una versión cinematográfica de la obra Champion (El ídolo de barro en español), de Ring Lardner.
De aquí en adelante, Roman pasó a compartir cartel con artistas como Bette Davis (Más allá del bosque, 1949), Eleanor Parker y Patricia Neal (Tres secretos, 1950), Gary Cooper (Dallas, 1950) o James Stewart (Tierras lejanas, 1954), y a trabajar con directores como Alfred Hitchcock (Extraños en un tren, 1951). Roman también trabajó en televisión, teniendo apariciones en series como La ciudad desnuda, Ruta 66, Bonanza en el capítulo 10 de la primera temporada, The Defenders o Se ha escrito un crimen, en el papel de Loretta Speigel.

### Hundimiento delAndrea Doria
El 25 de julio de 1956, el crucero de lujo Andrea Doria navegaba desde Génova con destino a Nueva York cuando fue embestido por otro barco, el Stockholm. El Andrea Doria se hundió y, como consecuencia, unas cincuenta y una personas fallecieron. Entre los pasajeros se encontraban Ruth Roman, que estaba bailando en uno de los salones del barco, el Belvedere, y su hijo Richard, cuando, en palabras de Roman «Se oyó una gran explosión». En ese momento, Roman fue a por su hijo, que se encontraba durmiendo, y le dijo que se iban de pícnic.
Roman y su hijo, que fueron evacuados en distintos botes salvavidas, y se reencontraron en Nueva York, fueron dos de los 760 supervivientes del accidente.
La actriz falleció mientras dormía a los 76 años, el 9 de septiembre de 1999 en su domicilio de Laguna Beach (California). Sus restos mortales fueron incinerados.

## Filmografía (parte)
| - Stage Door Canteen (1943) - Girl (uncredited) - Ladies Courageous (1944) - WAF (uncredited) - Since You Went Away (1944) - Envious Girl in Train Station (uncredited) - Song of Nevada (1944) - Dancer (uncredited) - Storm Over Lisbon (1944) - Checkroom Girl (uncredited) - Harmony Trail (1944) - Ann Martin - She Gets Her Man (1945) - Glamour Girl (uncredited) - Jungle Queen (1945, serial) - Lothel - Jungle Queen - See My Lawyer (1945) - Mud Girl (uncredited) - The Affairs of Susan (1945) - Girl at Bright Dollar (uncredited) - You Came Along (1945) - Gloria Revere (uncredited) - Incendiary Blonde (1945) - Chorine (uncredited) - Gilda (1946) - Girl (uncredited) - Without Reservations (1946) - Girl in Negligee (uncredited) - A Night in Casablanca (1946) - Harem Girl (uncredited) | - The Big Clock (1948) - Secretary at Meeting (uncredited) - Good Sam (1948) - Ruthie - Belle Starr's Daughter (1948) - Cimarron Rose - Champion (1949) - Emma - The Window (1949) - Mrs. Jean Kellerson - Beyond the Forest (1949) - Carol Lawson - Always Leave Them Laughing (1949) - Fay Washburn - Barricade (1950) - Judith Burns - Colt .45 (1950) - Beth Donovan - Three Secrets (1950) - Ann Lawrence - Dallas (1950) - Tonia Robles - Lightning Strikes Twice (1951) - Shelley Carnes - Strangers on a Train (1951) - Anne Morton - Tomorrow Is Another Day (1951) - Catherine 'Cay' Higgins - Starlift (1951) - Ruth Roman - Invitation (1952) - Maud Redwick - Mara Maru (1952) - Stella Callahan - Young Man With Ideas (1952) - Julie Webster - Blowing Wild (1953) - Sal Donnelly - Tanganyika (1954) - Peggy Marion - The Far Country (1954) - Ronda Castle | - The Shanghai Story (1954) - Rita King - Down Three Dark Streets (1954) - Kate Martell - Joe MacBeth (1955) - Lily MacBeth - The Bottom of the Bottle (1956) - Nora Martin - Great Day in the Morning (1956) - Boston Grant - Rebel in Town (1956) - Nora Willoughby - 5 Steps to Danger (1957) - Ann Nicholson - Amère victoire (UK title: Bitter Victory) (1957) - Jane Brand - Desert Desperadoes (1959) - The Woman - Look in Any Window (1961) - Jackie Fowler - Milagro a los cobardes (1962) - Rubén's mother - The Alfred Hitchcock Hour (1963) (Season 1 Episode 16: "What Really Happened") - Adelaide 'Addie' Strain - Love Has Many Faces (1965) - Margot Eliot - The Baby (1973) - Mrs. Wadsworth - The Killing Kind (1973) - Rhea Benson - Impulse (1974) - Julia Marstow - Knife for the Ladies (1974) - Elizabeth - Day of the Animals (1977) - Shirley Goodwyn - The Sacketts (1979) - Rosie - Echoes (1982) - Michael's Mother |

## Apariciones en Radio
| Year | Program               | Episode/source  |
| ---- | --------------------- | --------------- |
| 1952 | Hollywood Sound Stage | One Way Passage |

## Premios y nominaciones
- 1950 Globo de Oro a la Nueva Estrella del Año - Actriz por Champion (nominada)
- 1959 Premio Sarah Siddons por Two for the Seesaw (Ganadora)
- 1960 Estrella de la televisión en el Paseo de la Fama de Hollywood (Ganadora)